# Amersfoort Schothorst vasútállomás
Amersfoort Schothorst vasútállomás vasútállomás Hollandiában, Amersfoort városában.

## Vasútvonalak
Az állomást az alábbi vasútvonalak érintik:
- Utrecht–Kampen-vasútvonal

## Kapcsolódó állomások
A vasútállomáshoz az alábbi állomások vannak a legközelebb:
- Amersfoort Vathorst vasútállomás
- Amersfoort vasútállomás